# カールスルーエ行政管区
カールスルーエ行政管区／カールスルーエ県（標準ドイツ語: Regierungsbezirk Karlsruhe、アレマン語: Regierigsbezirk Karlsrueh）は、ドイツ連邦共和国のバーデン＝ヴュルテンベルク州を構成する行政管区の一つ。
バーデン＝ヴュルテンベルク州は、4つの行政管区に区分されている。その中で、州の北西部に位置するのがカールスルーエ行政管区である。同行政管区は、さらに細かく3つの地域連合（Regionalverbund）に分けられている。
住民構成は高地ドイツ語のうち上部ドイツ語に属する上部フランケン語（南フランケン語）を言語とするカールスルーエ、ハイデルベルク、ラーデンブルクや、上部フランケン諸語と合わせてアレマン語（低地アレマン語）を言語とするバーデン＝バーデン、プフォルツハイム、カルフなどがある。また、中部ドイツ語のうちライン・フランケン語系プファルツ語に属するクーアプファルツ語を言語とするマンハイムなどに分類される。

## 主要都市
カールスルーエ行政管区を構成する郡は以下の通り。
1. カルフ郡
2. エンツ郡
3. フロイデンシュタット郡
4. カールスルーエ郡
5. ネッカー＝オーデンヴァルト郡
6. ラシュタット郡
7. ライン＝ネッカー郡

また、行政管区内の独立市は以下の通り。
1. ミュールハウゼン
2. バーデン＝バーデン
3. ハイデルベルク
4. カールスルーエ
5. マンハイム
6. プフォルツハイム
7. カルフ
8. ラーデンブルク

## 引用
1. ↑  Statistisches Landesamt Baden-Württemberg – Bevölkerung nach Nationalität und Geschlecht am 31. Dezember 2023 (CSV-Datei)